# Zamczysko (grodzisko w Bydgoszczy)
Zamczysko – grodzisko kultury łużyckiej oraz wkomponowana w nie wczesnośredniowieczna osada (VI-X w.), znajdujące się na północnych krańcach Bydgoszczy, niedaleko drogi krajowej nr 5 w kierunku Gdańska. 1 sierpnia 1977 w granicach Bydgoszczy.

## Położenie
Grodzisko ludności kultury łużyckiej i wczesnośredniowieczna osada znajduje się na cyplu morenowym Zbocza Fordońskiego, które oddziela Wysoczyznę Świecką od Kotliny Toruńskiej. Jego szczyt stanowi płaska wysoczyzna ze stromymi zboczami, będącymi kiedyś krawędziami suchej fosy. Od grodziska w kierunku wschodnim prowadzi malownicza "grań" wysoczyzny, otoczona z jednej strony doliną, a z drugiej pradoliną Brdy-Wisły.

## Prace wykopaliskowe
Pierwsze prace wykopaliskowe na terenie grodziska przeprowadzono w 1938 r., a następnie w latach 1947–1948, 1961–1962 i w 1993 r. Wielokrotnie przeprowadzane badania miały rozstrzygnąć kontrowersje związane z datowaniem grodu. O ile wcześniejsze badania wskazywały na wczesnośredniowieczny czas istnienia grodu (VI–X wiek), to badania późniejsze odkrywały coraz więcej elementów z epok wcześniejszych. Na ogólną liczbę 1200 fragmentów naczyń z Zamczyska, wydobytych zwłaszcza podczas badań z lat 60. XX w. i w 1993 r., tylko niewielka część pochodziła z wczesnego średniowiecza. W przemieszanym zbiorze znacznie bardziej liczebne były zespoły ceramiki kultury łużyckiej z okresu halsztackiego.
Na podstawie badań stwierdzono nawarstwianie się osadnictwa wczesnośredniowiecznego na starszym osiedlu obronnym z czasów kultury łużyckiej, przy czym wiek umocnień obronnych Zamczyska nie został ostatecznie rozstrzygnięty. Odkryto m.in. piętnaście jam gospodarczych, a w nich ceramikę, fragment szpili z brązu, toporek kamienny i dwa przęśliki gliniane. W trakcie badań znaleziono kilka tysięcy fragmentów ceramiki, z których ok. 13% zakwalifikowano do okresu wczesnośredniowiecznego, a większość do starszego okresu halsztackiego.

## Charakterystyka
Osiedle obronne  w Zamczysku otoczone było wałem drewniano-ziemnym, wzmocnionym glinianym przedwalem oraz dookolną suchą fosą sprzężoną z dodatkowym ramieniem fosy poprzecznej zlokalizowanej w miejscu najdogodniejszego dojścia do grodu z poziomu wysoczyznowego. Wał zbudowany był z segmentów (stosów). Legary podłużne spięte zostały belkami poprzecznymi, tworząc charakterystyczną dla polskiego budownictwa obronnego rusztową konstrukcję wału. Dla wzmocnienia poszczególnych członów wału legary podłużne zazębiały się ze sobą, a poszczególne kesony wypełniano na przemian gliną oraz kamieniami polnymi. Nie bez znaczenia dla stabilności całego wału, posadowionego prawie na całej długości przy ostrej i wysokiej krawędzi wysoczyznowej, było ułożenie go w wykopie fundamentowym wzgórza. Dookolną suchą fosę wykonano przez tarasowane wcięcie w naturalny stok wzgórza o 20–30-stopniowym nachyleniu. Dzięki temu wewnętrzna ściana fosy o wysokości ok. 5 m miała od zewnątrz nachylenie mocno utrudniające dostęp do obwałowań osiedla.
Odkryty materiał zabytkowy (m.in. ceramika, ostrogi) pozwala datować osadę wczesnośredniowieczną w szerokich ramach czasowych: od końca VI wieku do połowy X wieku. Osiedle egzystowało ok. 400–450 lat w okresie dwóch, a może więcej faz osadniczych. Zniszczenie i opuszczenie osiedla nastąpiło najprawdopodobniej w okresie walk monarchii wczesnopiastowskiej Mieszka I lub jego poprzednika.

## Galeria

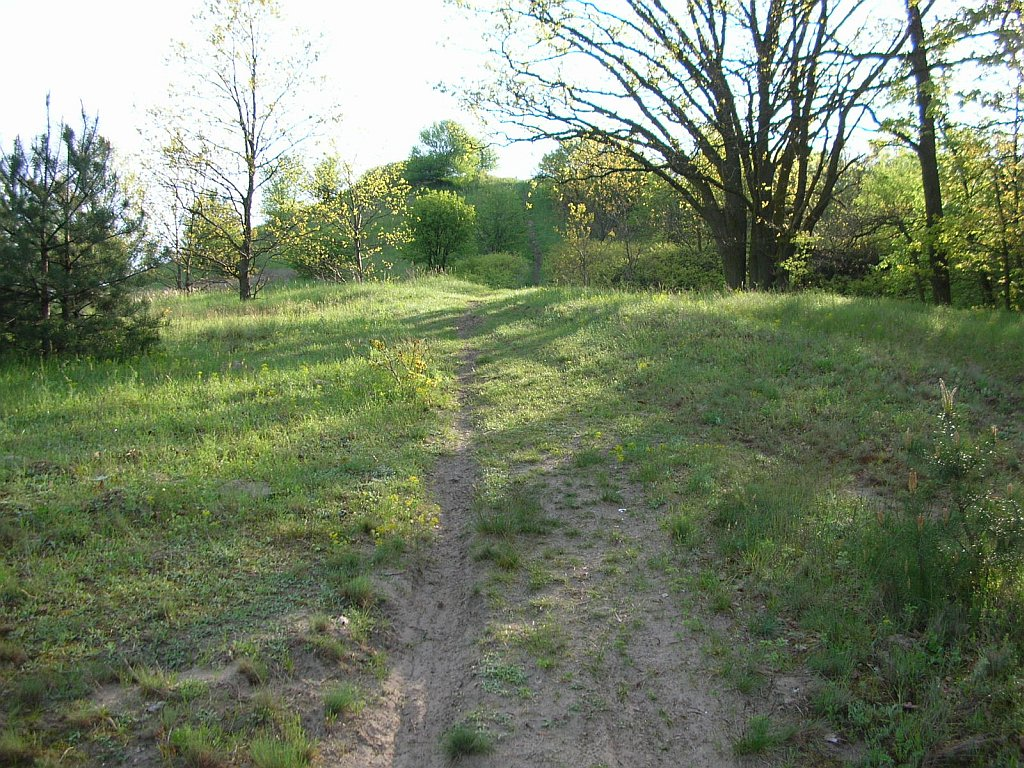
Podejście
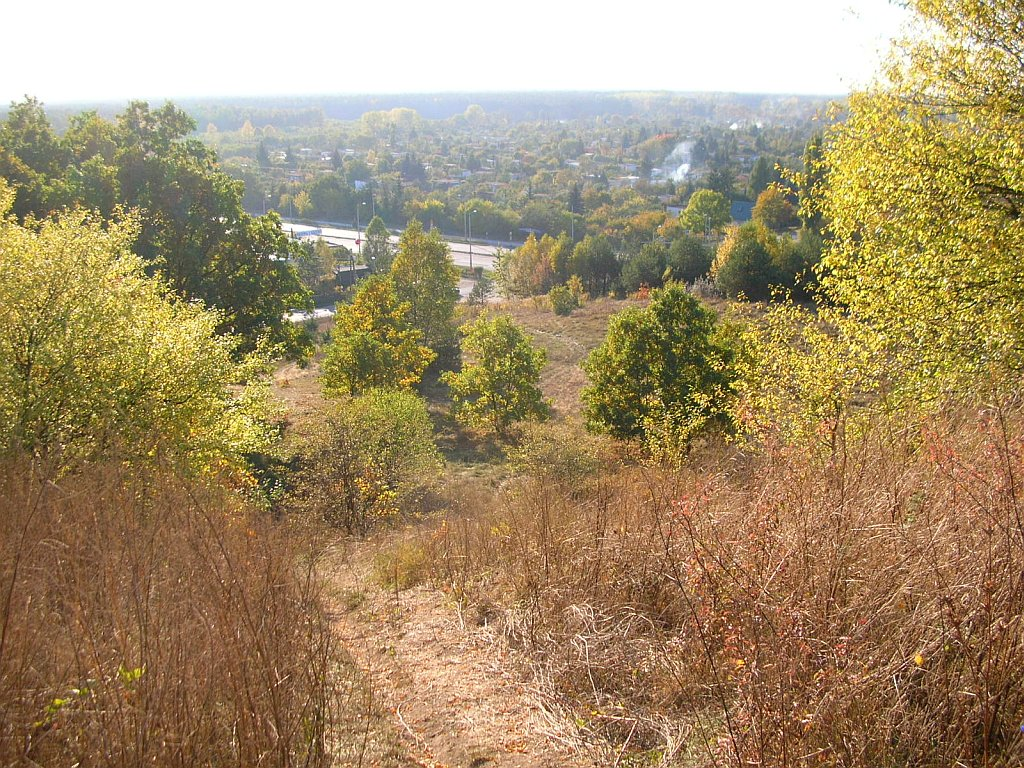
Widok z grodziska Zamczysko